# Лядов Ростислав Михайлович
Ростислав Михайлович Лядов (нар. 1921, село Жугіно, тепер Болховського району Орловської області, Російська Федерація — ?) — український радянський діяч, 1-й секретар Краматорського міськкому КПУ. Депутат Верховної Ради УРСР 7-го скликання. Член Ревізійної Комісії КПУ в 1966—1971 р.

## Біографія
З серпня 1941 року — у Червоній армії. Учасник німецько-радянської війни. Служив піротехніком 2-ї роти 49-го армійського трофейного батальйону 6-ї гвардійської армії.
Член ВКП(б) з 1945 року.
Після демобілізації працював на інженерній та партійній роботі в Сталінській області.
До 1963 року — секретар партійного комітету Новокраматорського машинобудівного заводу Донецької області.
У 1963? — 1970 р. — 1-й секретар Краматорського міського комітету КПУ Донецької області.
Потім — на пенсії.

## Звання
- молодший технік-лейтенант

## Нагороди
- орден Вітчизняної війни 1-го ст. (6.04.1985)
- ордени
- медалі